# 몰타
몰타 공화국(몰타어: Repubblika ta' Malta 레푸블리카 타말타, 영어: Republic of Malta 리퍼블릭 오브 몰타[*], 문화어: 말따)은 남유럽에 위치한 섬나라로 수도는 발레타이다. 공용어로 몰타어와 영어를 사용하며, 주민의 대다수는 셈어족에 속하는 몰타인이다. 몰타는 유럽의 나라들 중 유일하게 아프리카아시아어족의 언어를 사용한다. 대부분 이슬람 문화의 영향을 받았지만 라틴 문화권의 영향도 많이 받았다.

## 역사

### 선사 시대와 고대
석기 시대 몰타에 거주하던 선주민들은 화전 농업에 의한 섬 환경 파괴와 지력 고갈로 전멸하고, 한동안 무인도로 유지되다 기원전 4000년경부터 다시 사람들이 모여 살기 시작했다. 이 시기를 즈음하여 지중해에서 가장 오래된 석조 사원인 타르신 신전이 지어졌다.
그 뒤 몰타섬은 카르타고, 로마 제국, 시칠리아 왕국, 에스파냐 왕국 등의 지배를 받았다. 신약성서의 사도행전 28장에서도 몰타 섬을 사도 바울이 로마 제국으로 전도 여행을 하기 위해 탄 배가 난파하여, 머문 멜리데 섬이라고 서술하고 있다.
기원전 700년경부터 페니키아인들의 식민지가 된 몰타는 페니키아 본토의 도시들이 약화되자 그 후신인 카르타고의 지배를 받았다. 카르타고가 시칠리아섬으로 세력을 확장하면서, 몰타는 북아프리카와 시칠리아를 잇는 무역 기지가 되었으며, 이 와중에 그리스 문화의 많은 요소가 도입되기도 했으나, 섬 주민은 페니키아계였다.
2차 포에니 전쟁 이후 몇 백 년에 걸쳐 지중해를 지배하던 로마 제국의 통치를 받았다. 기독교의 사도 바울로가 로마로 압송될 때 배가 풍랑을 만나서 몇십 일에 걸쳐 표류하다 기적적으로 도착한 멜리테(Μελίτη / Melítē)가 바로 오늘날의 몰타에 위치한 므디나(Mdina)이다.

### 중세
5세기 서로마 제국이 붕괴한 뒤, 6세기 동로마 제국이 다시 섬을 점령했으나 이후 사라센 해적들의 공격에 오랫동안 시달렸다. 서기 870년에는 아랍 무슬림 아글라브 왕조에 점령당했다. 이후 많은 아랍인들이 해적 기지 삼아 섬에 정착했으나 1091년 시칠리아의 노르만인들이 몰타를 점령하고, 섬 주민들을 다시 기독교로 개종시켰다.
그러나 페니키아어와 아랍어를 사용해오던 몰타 주민들은 기독교 개종 이후에도 스페인/포르투갈의 레콩키스타의 경우와 다르게 일상 생활에서 한동안 계속 아랍어를 사용했다. 페니키아어, 아람어와 마찬가지로 아랍어는 아프리카아시아어족에 속했고, 아랍어가 별 이질감 없이 중세 몰타인에 문화에 융화되었던 상황이었다. 이 때문에 심지어 종교마저 바뀌어도 언어의 변화가 늦어진 것으로 보인다.
1530년부터는 성 요한 기사단의 지배를 받았다. 1530년에 스페인의 황제가 일년에 몰타산 매 두 마리를 임대료로 예루살렘의 성요한단의 기사들(Knights of the Order of St John of Jerusalem)에게 이 섬을 주었다. 성 요한 기사단은 오스만 제국의 3만명의 몰타 공격을 700명의 기사들과 8000명의 몰타인들이 막아내면서 여러 교회, 궁전 등을 건설했다.

### 근현대
1798년 나폴레옹 보나파르트가 이끄는 프랑스군에 점령되고, 1800년 영국령이 되었다. 영국은 나폴레옹 전쟁 이후 1814년 파리 조약에서 몰타 영유를 인정받았다.
한동안 왕실속령으로 남아 있던 몰타는 1956년 영국 본토로의 편입 문제를 놓고 국민투표를 실시하여 가결되었다. 그러나 몰타 야당과 영국 국회의원들의 반대로 실현되지 않았다.
1964년 9월 21일, 영국으로부터 독립하는 동시에 영국 국왕을 국가원수로 삼는 영연방 왕국이 되었다. 이후 1974년에 군주제를 폐하고 공화제로 전환하면서 영국과는 별개의 주권국이 되었다.
현재는 유럽 연합과 영연방에 속해 있다.

## 지리
이탈리아의 시칠리아섬에서 남쪽으로 93킬로미터 떨어져 있으며 지중해의 한가운데에 있다. 튀니지의 동쪽이고 리비아의 북쪽에 있다. 몰타 내에서는 오직 세 곳의 섬(몰타섬, 고조섬, 코미노섬)에만 사람이 살고 그보다 작은 나머지 섬들은 무인도다. 해안선을 따라 만이 형성되어 있어 항구가 생기기 좋은 환경을 갖고 있다.
비가 많이 내릴 때 강이 생기기도 하지만 강이나 호수라고 부를 만한 것들은 몰타에 없다. 그러나 작은 물줄기가 가끔씩 섬 전역에서 발견되기도 한다. 보통 몰타의 남쪽 속령제도가 유럽의 가장 남쪽이라고 여겨지지만 사실은 그리스의 가브도스섬이 유럽에서 최남단에 있다.
면적은 316km2로, 302km2인 대한민국의 강화도보다 조금 더 큰 면적이다.

## 기후
몰타의 기후는 전형적인 지중해성 기후로서 여름에는 아열대 고압대의 영향을 받아서 고온 건조하고, 겨울에는 편서풍의 영향을 받아서 온난 습윤하다. 때문에 식물은 휴면기가 거의 없다고 볼 수 있다. 여름에는 고온으로 채소가 말라 죽기 쉽다. 사실상 몰타에는 여름과 겨울밖에 없다고 볼 수 있어서 관광객들을 사로잡을 만한 매력을 갖고 있다. 우리가 생각하는 봄에 해당하는 기간에는 바람이 많이 불어서 시원하기도 하다.
식수 공급이 최근 몰타의 문제로 떠오르고 있다. 여름에는 비가 내리지 않는데다가 물 소비도 가장 많은 탓이다. 참고로, 호수랑 강이 없는 곳이다. 몰타에서는 대부분 지하수를 이용하는데 수로 터널 시스템을 갖고 있어서 평균 수심 97m로 유지한다.
2007년 1월 미국의 월간 잡지인 《인터내셔널 리빙》 지는 몰타를 세계에서 가장 살기 좋은 곳으로 발표했다.
| Malta (Luqa in the south-east part of main island, 1981–2010)의 기후 | Malta (Luqa in the south-east part of main island, 1981–2010)의 기후 | Malta (Luqa in the south-east part of main island, 1981–2010)의 기후 | Malta (Luqa in the south-east part of main island, 1981–2010)의 기후 | Malta (Luqa in the south-east part of main island, 1981–2010)의 기후 | Malta (Luqa in the south-east part of main island, 1981–2010)의 기후 | Malta (Luqa in the south-east part of main island, 1981–2010)의 기후 | Malta (Luqa in the south-east part of main island, 1981–2010)의 기후 | Malta (Luqa in the south-east part of main island, 1981–2010)의 기후 | Malta (Luqa in the south-east part of main island, 1981–2010)의 기후 | Malta (Luqa in the south-east part of main island, 1981–2010)의 기후 | Malta (Luqa in the south-east part of main island, 1981–2010)의 기후 | Malta (Luqa in the south-east part of main island, 1981–2010)의 기후 | Malta (Luqa in the south-east part of main island, 1981–2010)의 기후 |
| 월                                                                   | 1월                                                                  | 2월                                                                  | 3월                                                                  | 4월                                                                  | 5월                                                                  | 6월                                                                  | 7월                                                                  | 8월                                                                  | 9월                                                                  | 10월                                                                 | 11월                                                                 | 12월                                                                 | 연간                                                                 |
| -------------------------------------------------------------------- | -------------------------------------------------------------------- | -------------------------------------------------------------------- | -------------------------------------------------------------------- | -------------------------------------------------------------------- | -------------------------------------------------------------------- | -------------------------------------------------------------------- | -------------------------------------------------------------------- | -------------------------------------------------------------------- | -------------------------------------------------------------------- | -------------------------------------------------------------------- | -------------------------------------------------------------------- | -------------------------------------------------------------------- | -------------------------------------------------------------------- |
| 일평균 최고 기온 °C (°F)                                             | 15.6 (60.1)                                                          | 15.6 (60.1)                                                          | 17.3 (63.1)                                                          | 19.8 (67.6)                                                          | 24.1 (75.4)                                                          | 28.6 (83.5)                                                          | 31.5 (88.7)                                                          | 31.8 (89.2)                                                          | 28.5 (83.3)                                                          | 25.0 (77.0)                                                          | 20.7 (69.3)                                                          | 17.1 (62.8)                                                          | 23.0 (73.4)                                                          |
| 일일 평균 기온 °C (°F)                                               | 12.8 (55.0)                                                          | 12.5 (54.5)                                                          | 13.9 (57.0)                                                          | 16.1 (61.0)                                                          | 19.8 (67.6)                                                          | 23.9 (75.0)                                                          | 26.6 (79.9)                                                          | 27.2 (81.0)                                                          | 24.7 (76.5)                                                          | 21.5 (70.7)                                                          | 17.7 (63.9)                                                          | 14.4 (57.9)                                                          | 19.3 (66.7)                                                          |
| 일평균 최저 기온 °C (°F)                                             | 9.9 (49.8)                                                           | 9.4 (48.9)                                                           | 10.6 (51.1)                                                          | 12.4 (54.3)                                                          | 15.5 (59.9)                                                          | 19.1 (66.4)                                                          | 21.7 (71.1)                                                          | 22.6 (72.7)                                                          | 20.8 (69.4)                                                          | 18.1 (64.6)                                                          | 14.6 (58.3)                                                          | 11.6 (52.9)                                                          | 15.5 (59.9)                                                          |
| 평균 강수량 mm (인치)                                                | 98.5 (3.88)                                                          | 60.1 (2.37)                                                          | 44.2 (1.74)                                                          | 20.7 (0.81)                                                          | 16.0 (0.63)                                                          | 4.6 (0.18)                                                           | 0.3 (0.01)                                                           | 12.8 (0.50)                                                          | 58.6 (2.31)                                                          | 82.9 (3.26)                                                          | 92.3 (3.63)                                                          | 109.2 (4.30)                                                         | 595.8 (23.46)                                                        |
| 평균 강수일수 (≥ 1.0 mm)                                             | 10                                                                   | 7                                                                    | 5                                                                    | 4                                                                    | 1                                                                    | 1                                                                    | 0                                                                    | 1                                                                    | 4                                                                    | 6                                                                    | 9                                                                    | 10                                                                   | 58                                                                   |
| 평균 월간 일조시간                                                   | 176.7                                                                | 194.3                                                                | 235.6                                                                | 261.0                                                                | 310.0                                                                | 351.0                                                                | 384.4                                                                | 362.7                                                                | 282.0                                                                | 220.1                                                                | 189.0                                                                | 164.3                                                                | 3,131.1                                                              |
| 출처: Meteo Climate (1981–2010 Data), climatetemp.info (Sun Data)    |                                                                      |                                                                      |                                                                      |                                                                      |                                                                      |                                                                      |                                                                      |                                                                      |                                                                      |                                                                      |                                                                      |                                                                      |                                                                      |

## 정치
이 나라는 1974년부터 대통령제를 실시하고 있다. 몰타의 정당은 다음과 같다.
- 노동당-사회민주주의 정당 (37석)
- 국민당-자유보수주의, 기독교민주주의 정당 (28석)
- 민주당-사회자유주의 정당 (2석)
- 민주대안당-생태주의 정당 (0석)
- 몰타애국운동/임페리움 에우로파-극우 정당 (0석)

현재 여당인 노동당은 60%대에 육박하는 지지율을 받고있어, 유럽 사회민주주의의 최후의 보루라고도 불린다.

### 대외 관계
남북한 동시수교국으로 대한민국과는 1965년 수교하였고, 조선민주주의인민공화국과는 1971년 수교하였다.
대한민국과는 사회민주주의 정당인 몰타 노동당이 집권여당이던 시절인 1971년에 조선민주주의인민공화국과 수교하고, 중도 좌파 정당인 몰타 노동당 행정부가 대한민국에 대해 대사 신임장을 거부하는 등 양국간의 관계가 소원해졌다. 1988년 출범한 몰타 국민당 정부와 대한민국 노태우 정부 출범으로 관계가 회복되었고, 1988 서울올림픽에도 참가하였다.

## 행정 구역
행정구역의 가장 큰 단위는 '섬'이다. 몰타섬과 코미노섬, 고조섬 3개가 있다. 가장 많은 인구는 몰타섬으로, 수도인 발레타가 위치해 있으며 가장 인구가 많은 도시인 비르키르카라도 위치해 있다. 고조섬은 몰타섬의 북서쪽에 위치한 조금 더 작은 섬이며 두 섬 사이에 있는 코미노섬은 인근 고조섬의 도시인 아인실렘(Għajnsielem)에서 관할한다.

## 인구
몰타인이 대다수이나, 미국인, 영국인, 이탈리아인, 인도인, 아랍인도 거주한다.
이탈리아처럼 로마 가톨릭이 많은 나라로서, 그 비율은 96%나 된다. 나머지 4%의 소수 종교에는 이슬람교가 대부분이고, 무신론자도 포함된다.

### 언어
몰타어와 영어가 공용어이며, 특히 몰타어는 이 나라의 모국어이다. 몰타어 문자는 로마 문자를 활용하여 변형된 로마문자와 함께 표기한다.
몰타의 공용어가 몰타어와 영어로 바뀐 1934년 전까지는 이탈리아어도 공용어로 사용되었다. 이탈리아어는 오늘날에도 이 나라와 깊은 연관을 가지며 대다수의 국민들에 의해 제3언어로 사용되고 있다. 이탈리아의 메디아세트(Mediaset), RAI 등의 방송은 몰타에서도 시청 가능하며 인기가 있다.
유럽의 시청률을 측정하는 유로브로메터(Eurobarometer) 통계에 의하면 국민 중 100%가 몰타어를 구사하며, 88%는 영어를, 66%는 이탈리아어를, 그리고 17%는 프랑스어를 구사한다. 따라서 몰타는 유럽 연합에서 여러 가지 언어를 가장 능숙하게 구사하는 나라 중 하나이지만, 각 언어에 대한 국민들의 선호도는 이와 달라서 86%가 몰타어를 선호하며, 그 다음으로 영어 12%, 이탈리아어 2%의 순서이다.
이 나라에 거주하는 외국인들 중에서는 이탈리아어, 아랍어, 힌디어, 그리스어, 프랑스어 등을 사용하는 사람도 있다.

## 문화
많은 언어학자들은 몰타어의 어원을 페니키아인이 이 섬들을 점유했을 때로 추적하고 있다. 몰타어는 셈어(Semitic language)로 비록 시칠리아어, 이태리어, 스페인어, 프랑스어와 영어의 흔적을 가지고 있기는 하나, 수 백년간 로망스어(Romance)의 영향에서 살아남아 왔다.
몰타에서 가장 유명한 작가들 중에는 프랜시스 에베저(Francis Ebejer)와 조지프 아타르트(Joseph Attard)가 있다. 아이러니하게도 몰타는 아마도 몰타에 관한 내용이 아닌, 대시엘 함메트(Dashiell Hammett)의 《몰타의 매》(The Maltese Falcon)란 책으로 세상에 잘 알려져 있다. 이 책의 제목은 미스테리한 기원을 가진 작은 조상을 나타낸다.
몰타는 훌륭한 공예품으로 유명하다. 특히 수공예 레이스, 손으로 짠 직물들, 입으로 불어 만든 유리 제품과 은 세공품이 그것이다. 민속음악의 전통이 매우 강한 몰타는 매년 민속음악 경연대회를 연다.

### 요리

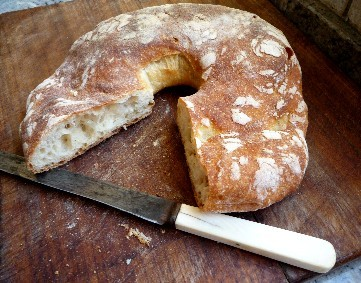
프티라

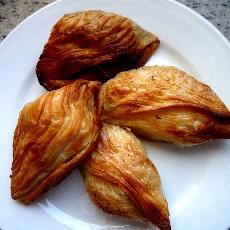
파스티지

몰타 요리는 스페인, 마그레브 및 프로방스 요리의 영향뿐만 아니라 시칠리아 및 영국 영향을 보여준다. 특히 고조와 관련하여 지역별로 다양하며, 계절별로 농산물 및 기독교 절기 (예:사순절, 부활절 및 성탄절)의 계절별 사용 가능성과 관련된 계절적 변화도 있다. 전통적으로 펜카타 (즉, 스튜 또는 토끼고기 튀김을 먹는 것) 같은 민족적 정체성의 발전에서 음식은 역사적으로 중요하다. 음식 소비량은 하루 3,600칼로리로 세계에서 7번째로 음식 소비량이 높은 나라이고, 평균 키는 남자 169cm, 여자 159cm이다.